# Güzeloğlu, Çaycuma
Güzeloğlu là một xã thuộc huyện Çaycuma, tỉnh Zonguldak, Thổ Nhĩ Kỳ. Dân số thời điểm năm 2011 là 1172 người.